# エミリー・レスポー
エミリー・レスポー（Émilie Respaut, 2003年4月25日 - ）は、フランスの女子バレーボール選手。フランス代表。

## 来歴

### クラブチーム
フレジュス出身。2018年、France Avenirへ入団。4シーズンプレーした。2022年、VBナントへ移籍し、2023/24シーズンのフランスリーグで準優勝、フランスカップで優勝を果たした。2024年7月、Pays d'Aix Venellesとの契約が発表され、2024/25シーズンのフランスリーグでは3位となった。

### 代表チーム
アンダーカテゴリーの代表として2020年、U-19欧州選手権に出場し4位となった。2021年、シニア代表に初選出され、同年の欧州選手権に出場した。2022年、ヨーロッパゴールデンリーグでは金メダルを獲得した。2023年、ヨーロッパゴールデンリーグではベストセッター賞を受賞した。同年の欧州選手権に出場した。2024年、パリ五輪に出場した。

## 球歴
- オリンピック - 2024年
- ネーションズリーグ - 2024年、2025年
- 欧州選手権 - 2021年、2023年
- チャレンジャーカップ - 2022年、2023年

## 受賞歴
- 2023年 - ヨーロッパゴールデンリーグ ベストセッター賞

## 所属クラブ
- France Avenir（2018-2022年）
- VB Nantes（2022-2024年）
- Pays d'Aix Venelles（2024年-）